# 4495 Dassanowsky
4495 Dassanowsky è un asteroide della fascia principale. Scoperto nel 1988, presenta un'orbita caratterizzata da un semiasse maggiore pari a 3,9776654 UA e da un'eccentricità di 0,1509708, inclinata di 5,27231° rispetto all'eclittica.